# Oestromyia
Oestromyia is een vliegengeslacht uit de familie van de horzels (Oestridae).

## Soorten
- O. leporina (Pallas, 1778)